# 国鉄ホキ2800形貨車
国鉄ホキ2800形貨車（こくてつホキ2800がたかしゃ）は、日本国有鉄道（国鉄）が1970年（昭和45年）に20両を製作した35 t積の生石灰専用の貨車（ホッパ車）である。

## 概要
生石灰の鉄道輸送は国鉄所有の鉄製有蓋車と私有ホッパ車にて行われていた。モータリゼーションによるトラック輸送の進展により、対策として国鉄でも専用ホッパ車を製作した。
メーカーは日本車輌製造（輸送機工業とのグループ製作）である。
私有貨車であるホキ8800形と共通運用する予定があったため、これに準ずる構造となっている。車体は全鋼製で側板や屋根には耐候性高張力鋼を用いている。
1979年（昭和54年）10月より化成品分類番号「94」（有害性物質、禁水指定のもの）が標記された。
荷役装置は屋根上に2,000 mm×800 mmの積込口が4個あり、蓋は左右どちらでも開閉できる構造となっている。荷卸しは車体の両側下部にある開き戸から行い、作業改善のために自動開閉装置を装備したが、ホキ8800形の電気式とは異なり、油圧式となった。
塗色は赤3号、寸法関係は全長は11,800 mm、全幅は2,734 mm、全高は3,470 mm、台車中心間距離は7,700 mm、実容積は36.8 m3、自重は18.0 t、換算両数は積車5.5、空車1.8、台車はツナギ梁式のTR213-1で、車軸は12 t短軸、枕ばねはコイルばね、軸受はコロ式である。

## 運用の変遷
ホキ2800 - ホキ2807は奥多摩駅に常備され、青梅線奥多摩駅 - 南武線浜川崎駅あるいは内房線蘇我駅間で、ホキ2808 - ホキ2819は美濃赤坂駅に常備され、西濃鉄道昼飯線昼飯駅 - 新湊線新湊駅間で運用された。
1987年（昭和62年）の国鉄分割民営化に際しては、4両（ホキ2814、ホキ2816、ホキ2817、ホキ2819）が日本貨物鉄道（JR貨物）に車籍を継承されたが、1995年（平成7年）に全廃された。